# Cabranes
Cabranes là một đô thị trong cộng đồng tự trị của Công quốc Asturias.